# Belgrade Open 2021
Belgrade Open 2021 — тенісний турнір, що проходив на ґрунтових кортах у місті Белград, Сербія з 24 травня. Належав до категорії ATP 250.

## Фінальна частина

### Одиночний розряд
Новак Джокович —  Алекс Молчан 6–4, 6–3

### Парний розряд
Джонатан Ерліх /  Андрій Василевський —  Андре Ґоранссон /  Рафаель Матос 6–4, 6–1